# Parafia św. Aleksandra Newskiego w Pau
Parafia św. Aleksandra Newskiego – prawosławna, etnicznie rosyjska parafia w Pau. Jest jedną z 8 takich parafii na terytorium Francji, które podlegają eparchii brytyjskiej i zachodnioeuropejskiej Rosyjskiego Kościoła Prawosławnego poza granicami Rosji. Należy do najstarszych placówek duszpasterskich prowadzonych we Francji przez Rosyjski Kościół Prawosławny.

## Historia
Moda na pirenejskie klimatyczne kurorty, jaka pojawiła się w latach 60 XIX w., skłaniała chorych na gruźlicę, by jeździć tam na zimę i wiosnę. Najbardziej popularnym kurortem był małe (25 tys. mieszkańców) miasto Pau, centrum departamentu we wschodnich Pirenejach. Przez pewien czas Rosjanie, wraz z Anglikami, stanowili większość zagranicznych gości ośrodka.
Rosyjska kolonia chciała na początku zorganizować dla siebie cerkiew domową, ale potem, dzięki gorliwości generał-adiutanta Konstantyna Czewkina, kupiła działkę na wschodnim skraju miasta, gdzie już znajdował się skromny kościół lokalnej społeczności anglikańskiej, zbudowany w stylu gotyckim, i dom dla księdza. Uświęcenie „tymczasowej”, jak wtedy uważali, świątyni odbyło się 16 grudnia 1866 r., pod przewodnictwem hieromnicha Nestora (Zassa).
Tym samym parafia w Pau stała się drugą, po paryskiej, rosyjską parafią prawosławną we Francji. Do I wojny światowej służyła głównie rosyjskim turystom i arystokratom spędzającym część roku za granicą. Liczba wiernych wzrosła w czasie rosyjskiej wojny domowej, gdy do Francji udał się szereg białych emigrantów. Członkami parafii byli również ci Rosjanie, którzy trafili do Pau w celach zarobkowych.
Obecnie parafia nie ma stałego proboszcza. Jest obsługiwana przez innych kapłanów eparchii.